# Ballysadare
Ballysadare is een plaats in het Ierse graafschap Sligo. Het dorp ligt aan de spoorlijn Dublin - Sligo. Tot 1963 stopten er treinen, in 1975 sloot het station ook voor goederenvervoer.